# Bhiwandi
Bhiwandi (Marathi: भिवंडी) is een stad en onder de naam Bhiwandi-Nizampur, een gemeente in de deelstaat Maharashtra in het westen van India, zo'n 50 kilometer ten noordoosten van Mumbai en 15 kilometer ten noordoosten van Thane.  Bij de volkstelling van 2011 had Bhiwandi 709.655 inwoners.

Bhiwandi staat bekend om de textielindustrie, en heeft het grootste aantal mechanische weefgetouwen van het land, en wordt om die reden ook wel het Manchester van India genoemd. De textielindustrie vormt dan ook een belangrijke motor van de lokale economie.
De textielindustrie heeft in de jaren 30 van de twintigste eeuw voor een grote verandering in de stad gezorgd. Daarvoor hield een aanzienlijk deel van de inwoners zich nog bezig met landbouw, visserij en handweefgetouwen, maar met de komst van de elektriciteit werden de geautomatiseerde weefgetouwen in hoog tempo geplaatst. Vervolgens nam de ontwikkeling een grote vlucht en ontwikkelde de stad zich tot een belangrijk textielcentrum in India.